# Vasili Ivanov
Vasili Ivanov (Rusia, 8 de noviembre de 1972) es un nadador ruso retirado especializado en pruebas de estilo braza, donde consiguió ser subcampeón olímpico en 1992 en los 4 x 100 metros, representando al Equipo Unificado.

## Carrera deportiva
En los Juegos Olímpicos de Barcelona 1992 ganó la medalla de plata en los relevos de 4 x 100 metros estilos (nadando el largo de braza), con un tiempo de 3:38.56 segundos, tras Estados Unidos y por delante de Canadá; también ganó dos veces la medalla de oro en los Campeonatos europeos de Espoo 1992 y Gateshead 1993, en la prueba de 50 metros braza.